# ブリュッセル・デヴィルズ
ブリュッセル・デヴィルズ（Brussels Devils）は、ベルギー・ブリュッセルに本拠地を置くラグビーユニオンクラブである。ラグビー・ヨーロッパ・スーパーカップに所属。

## 歴史
2021年創設。デルタとの試合がラグビー・ヨーロッパ・スーパーカップ初試合となった。

## 歴代所属選手
- アミン・ハンザオウイ(ベルギー代表)
- ルイ・デ・モファッツ(ベルギー代表)
- アイザック・モントイシー(ベルギー代表)